# Nationalliga A (Eishockey) 1956/57
Die Saison 1956/57 war die 19. reguläre Austragung der Nationalliga A, der höchsten Schweizer Spielklasse im Eishockey. Zum siebten Mal in seiner Vereinsgeschichte wurde der EHC Arosa Schweizer Meister, während der Grasshopper-Club in die NLB abstieg.

## Modus
Wie im Vorjahr wurde die Liga in einer gemeinsamen Hauptrunde ausgetragen. Jede der acht Mannschaften spielte in Hin- und Rückspiel gegen jeden Gruppengegner, wodurch die Gesamtanzahl der Spiele pro Mannschaft 14 betrug. Der Tabellenerste wurde Schweizer Meister, während der Tabellenletzte gegen den besten Zweitligisten in der Relegation um den Klassenerhalt antreten musste. Für einen Sieg erhielt jede Mannschaft zwei Punkte, bei einem Unentschieden einen Punkt. Bei einer Niederlage erhielt man keine Punkte.

## Hauptrunde

### Abschlusstabelle
| Pl. | Team                      | Sp. | S  | U | N  | Tore   | Pkt. |
| --- | ------------------------- | --- | -- | - | -- | ------ | ---- |
| 1.  | EHC Arosa                 | 14  | 12 | 1 | 1  | 84:42  | 25   |
| 2.  | HC Davos                  | 14  | 12 | 0 | 2  | 106:41 | 24   |
| 3.  | HC Ambrì-Piotta           | 14  | 6  | 3 | 5  | 70:60  | 15   |
| 4.  | Young Sprinters Neuchâtel | 14  | 5  | 3 | 6  | 63:47  | 13   |
| 5.  | Zürcher SC                | 14  | 5  | 3 | 6  | 50:60  | 13   |
| 6.  | EHC Basel-Rotweiss        | 14  | 5  | 1 | 8  | 52:81  | 11   |
| 7.  | HC La Chaux-de-Fonds      | 14  | 3  | 3 | 8  | 67:91  | 9    |
| 8.  | Grasshopper-Club          | 14  | 0  | 2 | 12 | 29:99  | 2    |

## Relegation
- Grasshopper-Club – Lausanne HC 3:11

Der Grasshopper-Club, der in der Hauptrunde keines seiner 14 Saisonspiele gewinnen konnte, traf auf den besten Zweitligisten Lausanne HC und unterlag diesem in einem torreichen Spiel deutlich mit 3:11, wodurch der Grasshopper-Club in die NLB abstieg und der Lausanne HC dessen Platz in der NLA einnahm.